# البنج العظيم
البنج العظيم هو عالم من القرن 21، صاغه المؤرخ الهواة جرادوس بروتوس فان دن بيلت، وصف الفترة من التاريخ التي تغطي ما يقرب من 1870 إلى 1914. وخلال هذه الفترة كانت هذه العقاقير متاحة على نطاق واسع وشائعة بشكل لا يصدق بين الرجال والنساء من طبقات اجتماعية عديدة في أنحاء كثيرة من العالم. وكثيرًا ما تدرج في أدوية براءات الاختراع مثل عصير السعال، وتخفيف الألم كانت تقدم للرضع والنساء الذين يعانون من تشنجات في الحيض، صورت شخصيات أدبية مثل شرلوك هولمز باستخدام المورفين والكوكايين ويوصف هولمز بأنه لديه مانع معين للحقن الصريح بحل 7 في المائة من الكوكايين وإن كان ذلك فقط عندما يفتقر إلى التحفيز العقلي الكافي.
وانتهت هذه الفترة بسلسلة من القوانين التي تنظم المخدرات في مختلف البلدان وعلى الصعيد الدولي. وكانت الاتفاقية الدولية للأفيون، التي وقعها 11 بلدًَا في لاهاي في عام 1912 ودخلت حيز النفاذ في عام 1915، أول طعن في معاهدة شاملة لمراقبة المخدرات على الصعيد الدولي وألهمت القوانين المحلية لمراقبة المخدرات مثل قانون هاريسون للضرائب على المخدرات في الولايات المتحدة.
"بينج" هي لغة عامية من القرن التاسع عشر، على الرغم من أن المعنى قد تطور. ومع ذلك، فإن التطبيق المحدد لمصطلح "البنج العظيم" بالنسبة لتعاطي المخدرات والمواقف الشائعة تجاه تعاطي المخدرات حوالي 1870-1914 حديث نسبيًا. بالإضافة إلى استخدامه من قبل برايرز وهاربر المذكورة أعلاه، تم استخدامه من قبل المؤلف البريطاني والكوميدي ستيفن فراي لوصف هذه الفترة في فيلم "المزيد من الحمقاء" ومن قبل الأكاديمي نيكولاس ساوندرز في فيلم "الخشخاش: "تاريخ للصراع والخسارة والتذكر والخلاص"، متحدثاً في المقام الأول عن الولايات المتحدة، لوصف القرن التاسع عشر "الذي اتسمت به مختلف المخدرات التي كانت قانونية ومتاحة على نطاق واسع ومستهلكة على نطاق واسع ومترسخة في الثقافة الشعبية". الاستعمال الشعبي يعود إلى أبعد من ذلك بقليل. وقد استخدمتها مجلة إسكواير في هذا السياق في عام 2009: "ظهر دراكولا في منتصف ما يسميه المؤرخون" بينج العظيم "، وهي الفترة التي شهدها أواخر القرن التاسع عشر وأوائل القرن العشرين عندما تفشى تعاطي الكوكايين والهيروين". وقد استخدم عالم النفس الكندي روميو فيتيلي هذا المصطلح على الإنترنت في مقالة مؤرخة في 2 سبتمبر 2007.